# Palmetto, Georgia
Palmetto är en ort i Fulton County och Coweta County i den amerikanska delstaten Georgia. Största delen av orten är i Fulton County.
Palmetto grundades 1853.